# Liste des sentiers de grande randonnée du Canada
Voici une liste des sentiers de grande randonnée du Canada :
- GR A1 : Sentier international des Appalaches - Québec[1],[2]
- Sentier Transcanadien : toutes les provinces et territoires